# Golla
Компания Golla (Golla Oy) — финский бренд сумок для портативной техники. В изделиях фирмы соединены черты высокой моды, повседневного стиля и Hi-Tech.
Головной офис находится в Хельсинки. Также есть офисы фирмы в Германии, Франции, Японии, Китае и США.

## История
Финская компания Golla была основана в 1994 году как креативное агентство в небольшом сельском городке Колла. В 2003 году компания вышла на потребительский рынок со своим брендом сумок, через некоторое время продукция компании стала пользоваться спросом.

## Продукция и достижения
В процессе производстве участвуют не более 60 человек, изделия фирмы представлены более чем на 100 региональных рынков.
Коллекция Golla занимается производством чехлов для мобильных телефонов и оригинальных сумок с рисунками для ноутбуков. Линейка продукции обновляется дважды в год. На 2008 год продано более 13 миллионов сумок.

## Официальные сайты
GOLLA of Finland
Сумки и чехлы Golla